# 樂天Kobo電子書
樂天Kobo電子書（英語：Rakuten Kobo Inc.），簡稱樂天Kobo，是一家總部位於加拿大多倫多，隸屬日本樂天株式會社旗下的電子書品牌，目前是全球第二大電子書平台，提供電子書、電子書閱讀器銷售服務，其直接競爭對手包括Kindle、BOOX、reMarkable等。Kobo這個字是Book通过易位構詞遊戲轉換而來。
樂天Kobo於2009年成立於加拿大，初期品牌名為Shortcovers，於2009年12月由Indigo公司改名為Kobo Inc.並轉型成為獨立公司。2012年1月由日本樂天株式會社100%收購成為樂天Kobo電子書，2016年9月於台灣正式開台，提供繁體中文電子書銷售服務。。
樂天Kobo亦有舉辦漫畫類別和書籍類別的電子書籍獎項。

## 產品

### 樂天Kobo電子書APP
樂天Kobo電子書為Android及iOS智能手機平板提供免費閱讀應用程式。

### 樂天Kobo電子閱讀器
| 型號                | 螢幕規格    | 螢幕規格 | 螢幕規格  | 螢幕規格 | 輸入方式      | 儲存規格                                 | 儲存規格 | CPU                            | 連接方式 | 功能                   | 尺寸                     | 重量  | 價格    | 釋出      |
|                     | 形式        | 尺寸     | 解析度    | ppi      |               | 內部                                     | 外部儲存 | 型號                           | USB +    |                        |                          |       | (US$)   |           |
| ------------------- | ----------- | -------- | --------- | -------- | ------------- | ---------------------------------------- | -------- | ------------------------------ | -------- | ---------------------- | ------------------------ | ----- | ------- | --------- |
| Kobo Aura One       | E-Ink Carta | 7.8"     | 1872x1404 | 300      | 觸控式        | 8 GB (6,000 本書)                        | 無       | Freescale SoloLite iMx6 1Ghz   | Wi-Fi    | 防水, 夜間抗藍光功能   | 195.1 x 138.5 x 6.9 mm   | 230 g | $230    | 九月 2016 |
| Kobo Clara HD       | E-Ink Carta | 6"       | 1448x1072 | 300      | 觸控式        | 8 GB (6,000 本書)                        | 無       | Freescale SoloLite 1Ghz        | Wi-Fi    | ComfortLight PRO       | 159.6 x 110 x 8.35 mm    | 166g  | $130    | 六月 2018 |
| Kobo Forma N782     | E-Ink Carta | 8"       | 1920x1440 | 300      | 觸控+物理按钮 | 8 GB (6,000 本書) 与 32 GB (24,000 本書) | 無       | Freescale SoloLite i.MX 6 1Ghz | Wi-Fi    | 防水, ComfortLight PRO | 160 x 177.7 x 8.5 mm     | 197g  | $279.99 | 十月 2018 |
| Kobo Libra H2O N873 | E-Ink Carta | 7"       | 1680x1264 | 300      | 觸控+物理按钮 | 8 GB                                     | 無       | Freescale SoloLite i.MX 6 1Ghz | Wi-Fi    | 防水, ComfortLight PRO | 144 x 159 x 5.0 - 7.8 mm | 192g  | $169.99 | 九月 2019 |
| Kobo Nia N306       | E-Ink Carta | 6"       | 1024x758  | 212      | 觸控          | 8 GB                                     | 無       | Freescale SoloLite ULL 0.9Ghz  | Wi-Fi    |                        | 112.4 x 159.3 x 9.2 mm   | 172g  | $99.99  | 七月 2020 |

### 現有型號

#### 共同功能
所有樂天Kobo電子閱讀器共享一個獨特的分頁系統，讓用戶可以選擇在每一章中單獨計算頁數和章目。 所有樂天Kobo電子閱讀器都需要在初始設置階段連接到網路。樂天Kobo電子閱讀器支援閱讀EPUB，Adobe PDF，TXT，HTML和未受保護的Mobipocket（mobi，prc）電子書。它還非正式地支持許多其他格式，如ZIM。

#### Kobo Aura One
Kobo Aura One於2016年9月6日發表，它是第一款帶有7.8英寸電子墨水 Carta E Ink 防水觸控式螢幕和300 ppi解析度的電子閱讀器。Aura One重252克，尺寸為 195 x 138.5 X 6.9 mm。它具有Wi-Fi，8GB內部存儲和512MB記憶體。Aura One由9個白色LED及框架周圍有8個RGB顏色的LED組成，使Aura One具有夜間閱讀及抗藍光的功能。

## 電子書店及合作出版社
樂天Kobo電子書自2009年開始，並在16個國家提供在地化服務，全站中外文書籍超過500萬本。內容包含電子書、電子雜誌，主要書籍都採用開放格式EPUB規格並且包含了數位版權管理（DRM）相關功能。在網站上，可通過書籍預覽方式判斷格式。1. 為Reflowable流式版面，可因應螢幕尺寸，文字設定大小最佳化閱讀體驗，多用於文字較多之書籍。2. 為fix layout固定式版面，多用於圖片較多之書籍如旅行書或漫畫等。
樂天Kobo電子書與多家知名出版社當中包含圓神出版社，東立出版社，天下文化，城邦文化等合作上架。

## 全球合作夥伴
樂天Kobo電子書在全球合作伙伴上建立策略聯盟合作關係，擴大其業務範圍，故可於其線上網站連結樂天Kobo電子書，也可在書店使用並購買電子書閱讀器。全球合作伙伴有誠品書店、W H Smith、Whitcoulls、FNAC和 Livraria Cultura.
2018年8月日本樂天株式會社與沃爾瑪建立策略聯盟合作關係，旗下的樂天Kobo電子書將於沃爾瑪美國實體店面、網站販售樂天Kobo電子書閱讀器、電子書、有聲書。

## 台灣樂天Kobo發展
樂天Kobo電子書於2016年9月29日，正式於台灣提供繁體中文電子書銷售服務。
2017年12月，舉辦快學習新風尚記者會，公布百大暢銷電子書排行榜，並與六位網紅合作分享電子書閱讀體驗。
2018年2月，樂天Kobo電子書結合樂天生態圈，開放樂天超級點數跨平台兌換，購書可使用超級點數全額折抵服務。
2018年2月，與城邦文化春光出版獨家合作，推出《瓊瑤經典作品全集》電子書，並在於台北國際書展現場設置瓊瑤專區，陳列真跡手稿、經典劇照。
2018年9月，台灣樂天市場與日本樂天株式會社Kobo成立「日本樂天Kobo直送館」，首度引進Kobo aura ONE國際版電子閱讀器。
2018年11月，「日本樂天Kobo直送館」，配合1111光棍節引進Kobo Clara HD國際版6吋電子閱讀器。
2023年3月，樂天Kobo電子書再度結合樂天生態圈，在台灣樂天市場內成立「樂天Kobo電子書」樂天市場店，透過除了與Kobo官網之外的通路合作，擴大Kobo電子書在台灣的服務範圍。

## 外部連結
- 官方网站
- 台灣樂天Kobo電子書（页面存档备份，存于）
- 樂天Kobo電子書的Facebook專頁
- 樂天Kobo英文官網 （页面存档备份，存于）
- 樂天Kobo電子書(樂天市場店) （页面存档备份，存于）
- 樂天Kobo電子書閱讀器(樂天市場店) （页面存档备份，存于）